# 不正商品対策協議会
不正商品対策協議会（ふせいしょうひんたいさくきょうぎかい）は、警察庁の指導の下、海賊版・模倣品などの、知的財産権を侵害する不正商品の撲滅及び啓発活動を行っている組織。略称はACA (The Anti Counterfeiting Association)。
1986年（昭和61年）8月7日に設立。国の消費者月間である毎年5月に、「ほんと?ホント!フェア」を開催している。また、文部科学省主催の生涯学習イベントである「まなびピア」などにも参加している。

## 加盟団体
- コンピュータソフトウェア著作権協会(ACCS)
- ビジネス・ソフトウエア・アライアンス(BSA)
- 日本音楽著作権協会(JASRAC)
- 日本レコード協会(RIAJ)
- 日本映像ソフト協会(JVA)
- 日本国際映画著作権協会(JIMCA)
- 日本商品化権協会(JAMRA)
- フランス公益社団法人ユニオン・デ・ファブリカン(UDF)

## 事務局
- 東京都中央区築地2-11-24 第29興和ビル別館2F　（一社）日本映像ソフト協会内